# 四氢合铝酸钙
四氢合铝酸钙是一种无机化合物，化学式为Ca[AlH4]2，它是钙的铝氢化物之一。它可由氢化铝钠和氯化钙以2:1化学计量比在1 MPa的氢气气氛中球磨得到，或在四氢呋喃中反应制得。它在和硼氢化锂的混合物热分解中，检测到了[B12H12]2−离子。